# Prva nogometna liga Herceg-Bosne (1998/1999)
Prva Herceg-Bosna Liga (1998/1999) była 6. sezonem w piłce nożnej skupiającym najlepsze drużyny Chorwatów w Bośni i Hercegowinie. W rozgrywkach brało udział 14 zespołów. Najlepsze zespoły miało razem z 5 najlepszymi klubami Boszniaków walczyć o mistrzostwo kraju. Tytułu mistrza Prvej Herceg-Bosnej Ligi nie obroniła drużyna NK Široki Brijeg. Nowym mistrzem ligi został zespół NK Posušje.

## Drużyny
- HNK Orašje
- NK Široki Brijeg
- NK Posušje
- Troglav Livno
- Zrinjski Mostar
- Brontjo Čitluk
- Dragovoljac Kiseljak
- HNK Vitez
- HNK Stolac
- GOSK Gabela
- NK Odzak 102
- HNK Ljubuški
- Sloga Uskoplje
- Redarstvenik Mostar

## Tabela końcowa
|      | Klub             | M  | Z | R | P | Br+ | Br- | Pkt     |
| 1    | NK Posušje       | 24 |   |   |   |     |     | 58      |
| 2    | NK Široki Brijeg | 24 |   |   |   |     |     | 53      |
| 3    | Zrinjski Mostar  | 24 |   |   |   |     |     | 52      |
| 4    | Brontjo Čitluk   | 24 |   |   |   |     |     | 44      |
| 5    | HNK Orašje       | 24 |   |   |   |     |     | 44      |
| 6    | Troglav Livno    | 24 |   |   |   |     |     | 37 (-1) |
| 7-14 | ?                | 24 | ? | ? | ? | ?   | ?   | ?       |

## Finał mistrzostw
Klubom Boszniaków i Chorwatów nie udało się dojść do porozumienia co do miejsca finałowych rozgrywek w Mostarze. Tym samym za mistrza Bośni i Hercegowiny uznaje się zespół FK Sarajevo.